# Signis
 (mars 2016).
SIGNIS, qui est l'Association catholique mondiale pour la Communication, est un mouvement catholique pour les professionnels des moyens de communications sociales : radio, télévision, cinéma, vidéo, éducation aux médias, Internet et nouvelles technologies. C'est un organisme sans but lucratif dans lequel plus de cent pays sont représentés.
Il est né en novembre 2001 de la fusion de l’« Office catholique international du cinéma et l'audio-visuel » (OCIC) et de l'« Association catholique internationale pour la Radio et la télévision » (UNDA).

## Historique
L’intérêt des catholiques envers ces médias est compréhensible. Il s’agit de moyens de communication de masse qui, à travers leurs productions, répandent des vues et des opinons sur la vie et sur le monde. C’est pourquoi ils entrent automatiquement dans le domaine de ceux qui se préoccupent de l’éducation (religieuse, familiale ou autre) et des valeurs. Fruit du mouvement d'Action catholique, l'association internationale de la presse catholique (UCIP) a été fondée en Belgique en 1927. Un an plus tard, l'Organisation catholique du cinéma (OCIC) a été créée aux Pays-Bas et le Bureau catholique international de Radiodiffusion (BCIR) en Allemagne. Le BCIR est devenu Unda en 1946. Le mot ou le nom Unda se réfère à « l'onde électromagnétique ».
Au départ ces associations laïques catholiques professionnelles, travaillant dans le monde des médias professionnels, ont voulu unir leurs efforts contre la sécularisation de la société. D'une part, ils savaient que la presse et les nouveaux médias de la radio et du cinéma contribuaient à la sécularisation. D'un autre côté, ils croyaient qu'en s'engageant dans ces médias, et surtout dans les médias laïques, ils pouvaient les utiliser comme nouveaux moyens d'évangélisation. Des efforts ont dû être faits pour évangéliser les médias de masse laïques, ou du moins pour y insérer les valeurs de l'Évangile. Le secrétariat de l'OCIC a été établi d'abord à Paris, puis de 1933 à 1935 à Louvain et finalement à Bruxelles. Dans les années 1970 le secrétariat d'Unda se trouvait également à Bruxelles. Avant il était à Cologne et à Fribourg. Le secrétariat de l'UCIP était avant la Deuxième Guerre Mondiale à Bréda et après la guerre à Genève. En fait, OCIC, Unda et UCIP avaient des objectifs similaires dans trois secteurs différents : pour le premier le cinéma, la radio-télévision pour le second et la presse pour le troisième. Cinéma et autre moyens audio-visuels s’étant fort rapprochés au cours des années, et la mondialisation de la communication sociale ayant aboli beaucoup de frontières, OCIC et Unda fusionnent en 2001 à Rome pour devenir une association catholique mondiale pour la communication dénommée SIGNIS. Ses archives se trouvent au Centre Catholique de Documentation et de Recherches (Kadoc) à l'université catholique de Louvain (KU Leuven). En 2014, le Vatican a suggéré à SIGNIS d’intégrer également les membres nationaux de l’ancienne association internationale de la presse catholique (UCIP), afin de représenter tous les médias. 
Le « Prix OCIC », après 2001 le « Prix SIGNIS », ainsi que le « Prix œcuménique » et le prix « inter-religieux » attribué à un film mettant singulièrement en valeur la dimension humaine ou spirituelle de la vie humaine est présent depuis des années dans les grands festivals de cinéma.

## Mission et objectifs
Signis est un réseau mondial d'associations, d’institutions et de personnes travaillant dans les médias de masse, dans le but premier de faire prendre conscience aux chrétiens de l'importance de la communication humaine dans toutes les cultures, et de les encourager à s'exprimer dans ce domaine.
L'association, qui représente l’ensemble des médias catholiques dans toutes les institutions internationales et organisations gouvernementales et non gouvernementales, s'est engagée également à agir comme lobby en faveur de politiques encourageant une communication respectant la dignité humaine et promouvant les valeurs humaines et chrétiennes de justice et de réconciliation. 
L’association cherche à faire participer les professionnels des médias au dialogue sur les questions d'éthique professionnelle et à favoriser la coopération œcuménique et interreligieuse dans le secteur des médias. 
Ses divers programmes et activités couvrent des domaines qui incluent la promotion de films et de programmes de télévision (avec présence de jurys dans les festivals importants attribuant le prix du Jury œcuménique à Cannes, Berlin, Monte-Carlo, Venise et Ouagadougou), la création de studios de radio et de télévision, et la production et de distribution des programmes. L'association vient en aide en fournissant des équipements spécialisés et organisant des programmes de formation pour les professionnels du secteur.

## Reconnaissance
Le Saint-Siège a reconnu officiellement l'association comme « Association internationale de fidèles » et a inclus l'« Association catholique mondiale pour la Communication, également connu sous le nom de SIGNIS » dans son répertoire des associations internationales de fidèles, publié par le Conseil pontifical pour les laïcs. 
L'association a un statut consultatif auprès de l'UNESCO, comme auprès du Conseil économique et social des Nations unies (à Genève et New-York) et du Conseil de l'Europe.

## Prix Signis
Prix Signis du meilleur film européen :
- 2009 : Lourdes de Jessica Hausner[1] ;
- 2010 : Des hommes et des dieux de Xavier Beauvois[7] ;
- 2013 : Amour, de Michael Haneke[8].